# Stanley (Dacota do Norte)
Stanley é uma cidade localizada no estado norte-americano de Dacota do Norte, no Condado de Mountrail.

## Demografia
Segundo o censo norte-americano de 2000, a sua população era de 1279 habitantes.
Em 2006, foi estimada uma população de 1206, um decréscimo de 73 (-5.7%).

## Geografia
De acordo com o United States Census Bureau tem uma área de
4,5 km², dos quais 4,5 km² cobertos por terra e 0,0 km² cobertos por água. Stanley localiza-se a aproximadamente 684 m acima do nível do mar.

## Localidades na vizinhança
O diagrama seguinte representa as localidades num raio de 36 km ao redor de Stanley.